# Liste der Nummer-eins-Hits in Finnland (2007)
Diese Liste enthält alle Nummer-eins-Hits in Finnland im Jahr 2007. Es gab in diesem Jahr 35 Nummer-eins-Singles und 24 Nummer-eins-Alben.
| Singles | Alben |
| --- | --- |
| - Apulanta – Koneeseen kadonnut - 5 Wochen (2. Dezember 2006 – 12. Januar 2007, insgesamt 6 Wochen) - Iron Maiden – Different World - 1 Woche (13. Januar – 19. Januar) - Apulanta – Koneeseen kadonnut - 1 Woche (20. Januar – 26. Januar, insgesamt 6 Wochen) - Eric Prydz vs Floyd – Proper Education - 1 Woche (27. Januar – 2. Februar) - The 69 Eyes – Perfect Skin - 1 Woche (3. Februar – 9. Februar) - Ville Valo & Natalia Avelon – Summer Wine - 1 Woche (10. Februar – 16. Februar, insgesamt 2 Wochen; siehe 2008) - Ensiferum – One More Magic Potion - 1 Woche (17. Februar – 23. Februar) - Pain Confessor – Ne Plus Ultra - 1 Woche (24. Februar – 2. März) - Norther – No Way Back EP - 1 Woche (3. März – 9. März) - Kotiteollisuus – Tuonelan koivut - 1 Woche (10. März – 16. März) - PMMP – Joku raja - 1 Woche (17. März – 23. März) - Negative – Fading Yourself - 1 Woche (24. März – 30. März) - Feiled – Lycantrophy - 1 Woche (31. März – 6. April) - Cheek feat. Sami Saari – Sun täytyy - 1 Woche (7. April – 13. April) - De Souza feat. Shena – Guilty - 1 Woche (14. April – 20. April) - Darude – Tell Me - 2 Wochen (21. April – 4. Mai) - Sonata Arctica – Paid in Full - 1 Woche (5. Mai – 11. Mai) - Dalles Superstars – Like a Superstar - 1 Woche (12. Mai – 18. Mai) - Judge Bone's Original Monstervision Freakshow – Welcome to Hellsinki - 1 Woche (19. Mai – 25. Mai) - Hanoi Rocks – Fashion - 1 Woche (26. Mai – 1. Juni) - Yö – Satukirjan sankari - 1 Woche (2. Juni – 8. Juni) - Reverend Bizarre – Teutonic Witch - 1 Woche (9. Juni – 15. Juni) - Ves Rain – Smile for Me - 1 Woche (16. Juni – 22. Juni) - Kotiteollisuus – Kummitusjuna EP - 1 Woche (23. Juni – 29. Juni, insgesamt 2 Wochen) - White Flame – Kill the Radio - 1 Woche (30. Juni – 6. Juli) - Eppu Normaali – Jokainen hetki historian - 1 Woche (7. Juli – 13. Juli) - Lauri Tähkä & Elonkerjuu – Hetkeksi en sulle rupia - 2 Wochen (14. Juli – 27. Juli) - Tea – Tytöt tykkää - 4 Wochen (28. Juli – 24. August) - Kotiteollisuus – Kummitusjuna EP - 1 Woche (25. August – 31. August, insgesamt 2 Wochen) - Nightwish – Amaranth - 3 Wochen (1. September – 21. September, insgesamt 9 Wochen) - Lasten liikennelaulu von verschiedenen Interpreten - 1 Woche (22. September – 28. September, insgesamt 3 Wochen) - Nightwish – Amaranth - 6 Wochen (29. September – 9. November, insgesamt 9 Wochen) - Enrique Iglesias – Tired Of Being Sorry - 1 Woche (10. November – 16. November) - Mr Nordic Bet – Pelimiehet on kortilla - 1 Woche (17. November – 23. November) - Viikate – Orret/Teuvo - 1 Woche (24. November – 30. November) - Sturm und Drang – Indian - 2 Wochen (1. Dezember – 14. Dezember) - Nightwish feat. Jonsu – Erämaan viimeinen - 1 Woche (15. Dezember – 21. Dezember) - Ismo Alanko Teholla – Päästänkö irti - 1 Woche (22. Dezember – 28. Dezember) - Lasten liikennelaulu von verschiedenen Interpreten - 2 Wochen (29. Dezember 2007 – 11. Januar 2008, insgesamt 3 Wochen) | - Vesa-Matti Loiri – Ivalo - 5 Wochen (2. Dezember 2006 – 5. Januar 2007, insgesamt 6 Wochen; siehe 2006) - Rammstein – Völkerball - 2 Wochen (6. Januar – 19. Januar) - Sielun Veljet – Otteita tuomari nurmion laulukirjasta - 1 Woche (20. Januar – 26. Januar) - Viikate – Marraskuun lauluja 1 - 2 Wochen (27. Januar – 9. Februar) - Norah Jones – Not Too Late - 1 Woche (10. Februar – 16. Februar) - Apulanta – Eikä vielä ole edes ilta - 3 Wochen (17. Februar – 9. März, insgesamt 4 Wochen) - The 69 Eyes – Angels - 1 Woche (10. März – 16. März) - Apulanta – Eikä vielä ole edes ilta - 1 Woche (17. März – 23. März, insgesamt 4 Wochen) - Idols 2007 von verschiedenen Interpreten - 2 Wochen (24. März – 6. April, insgesamt 4 Wochen) - Irina – Liiba Laaba - 1 Woche (7. April – 13. April) - Idols 2007 von verschiedenen Interpreten - 2 Wochen (14. April – 27. April, insgesamt 4 Wochen) - Kari Tapio – Kuin taivaisiin - 1 Woche (28. April – 4. Mai, insgesamt 2 Wochen) - Seminaarinmäen Mieslaulajat – Laulut ja tarinat - 1 Woche (5. Mai – 11. Mai) - Jonna Tervomaa – Parempi loppu - 1 Woche (12. Mai – 18. Mai) - Kari Tapio – Kuin taivaisiin - 1 Woche (19. Mai – 25. Mai, insgesamt 2 Wochen) - Linkin Park – Minutes to Midnight - 1 Woche (26. Mai – 1. Juni) - Sonata Arctica – Unia - 1 Woche (2. Juni – 8. Juni) - Ari Koivunen – Fuel For The Fire - 12 Wochen (9. Juni – 31. August) - Anna Abreu – Anna Abreu - 1 Woche (1. September – 7. September) - Yö – Valtakunta - 1 Woche (8. September – 14. September) - Eppu Normaali – Syvään päähän - 2 Wochen (15. September – 28. September) - Lauri Tähkä & Elonkerjuu – Tuhannen riemua - 1 Woche (29. September – 5. Oktober, insgesamt 2 Wochen; siehe 2008) - Nightwish – Dark Passion Play - 5 Wochen (6. Oktober – 9. November, insgesamt 8 Wochen; siehe 2008) - Vesa-Matti Loiri – Inari - 2 Wochen (10. November – 23. November) - Tarja – My Winter Storm - 1 Woche (24. November – 30. November) - Samuli Edelmann – Virsiä - 1 Woche (1. Dezember – 7. Dezember, insgesamt 6 Wochen) - Mokoma – Luihin ja ytimiin - 1 Woche (8. Dezember – 14. Dezember) - Samuli Edelmann – Virsiä - 5 Wochen (15. Dezember 2007 – 18. Januar 2008, insgesamt 6 Wochen) |